# Mexiko i olympiska sommarspelen 1976
Mexiko deltog i de olympiska sommarspelen 1976 med en trupp bestående av 97 deltagare, 92 män och fem kvinnor, vilka deltog i 54 tävlingar i 17 sporter. Totalt vann de en guldmedalj och en bronsmedalj.

## Medaljer

### Guld
- Daniel Bautista - Friidrott, 20 kilometer gång

### Brons
- Juan Paredes - Boxning, Fjädervikt

## Boxning
Herrarnas flugvikt
- Ernesto Rios
  - Första omgången — Förlorade mot Alfredo Pérez (VEN), 0:5

Herrarnas fjädervikt
- Juan Paredes

Herrarnas mellanvikt
- Nicolas Arredondo

## Cykling
Herrarnas linjelopp
- Rubén Camacho — 4:54:49,0 (→ 45:e plats)
- Luis Ramos — fullföljde inte (→ ingen placering)
- José Castañeda — fullföljde inte (→ ingen placering)
- Rodolfo Vitela — fullföljde inte (→ ingen placering)

Herrarnas lagtempolopp
- - 2:18:48 - 18:e plats

- José Castañeda
- Rodolfo Vitela
- Ceferino Estrada
- Francisco Huerta

## Friidrott
Herrarnas 5 000 meter
- Rodolfo Gomez
  - Heat — 13:46,23 (→ gick inte vidare)

Herrarnas 10 000 meter
- Luis Hernández
  - Heat — 28:44,17 (→ gick inte vidare)

- Rodolfo Gomez
  - Heat — 30:05,19 (→ gick inte vidare)

Herrarnas maraton
- Mario Cuevas — 2:18:08 (→ 18:e plats)
- Rodolfo Gomez — 2:18:21 (→ 19:e plats)

Herrarnas 20 km gång
- Daniel Bautista — 1:24:40 (→  Guld)
- Raúl González — 1:28:18 (→ 5:e plats)
- Domingo Colin — DSQ (→ ingen placering)